# گلوله (فیلم ۲۰۱۴)
گلوله (انگلیسی: Bullet) فیلمی در ژانر اکشن تریلر است که در سال ۲۰۱۴ منتشر شد.

## بازیگران
- دنی ترخو به عنوان فرانک «گلوله» ماراسکو
- جاناتان بنکس به عنوان کارلیتو کین
- تورستن فوگز به عنوان کروگر
- یولیا دیتسه به عنوان بروک مدیسون

- مکس پرلیچ به عنوان لروی

- تینسل کری به عنوان ونسا

- جان سوج به عنوان فرماندار جانسون
- ایو مائورو به عنوان سامانتا
- امیلیو ریورا به عنوان اسپیدی
- اریک سنت جان به عنوان استس
- چاک هیتینگر به عنوان کایل
- آیزاک سی سینگلتون جر به عنوان تبلیغ کننده
- آلیسون بال به عنوان دادستان کل
- رابرت بلانش به عنوان تارویس
- اریک اعتباری به عنوان مانوئل کین